# Vile (album)
Vile – album amerykańskiej grupy deathmetalowej Cannibal Corpse. Wydany został 21 maja 1996 roku nakładem Metal Blade Records. Płyta zadebiutowała na 151. miejscu listy Billboard 200 w Stanach Zjednoczonych sprzedając się w nakładzie około 6100 egzemplarzy w przeciągu tygodnia od dnia premiery.

## Lista utworów
Opracowano na podstawie materiału źródłowego.
| Nr  | Tytuł utworu               | Muzyka i słowa                                 | Długość |
| --- | -------------------------- | ---------------------------------------------- | ------- |
| 1.  | „Devoured by Vermin”       | Rob Barrett, Alex Webster                      | 3:13    |
| 2.  | „Mummified in Barbed Wire” | Alex Webster                                   | 3:09    |
| 3.  | „Perverse Suffering”       | Paul Mazurkiewicz, Jack Owen                   | 4:14    |
| 4.  | „Disfigured”               | George Fisher, Alex Webster                    | 3:48    |
| 5.  | „Bloodlands”               | Alex Webster                                   | 4:20    |
| 6.  | „Puncture Wound Massacre”  | George Fisher, Paul Mazurkiewicz, Alex Webster | 1:41    |
| 7.  | „Relentless Beating”       | Alex Webster                                   | 2:14    |
| 8.  | „Absolute Hatred”          | Rob Barrett                                    | 3:05    |
| 9.  | „Eaten from Inside”        | Jack Owen                                      | 3:43    |
| 10. | „Orgasm Through Torture”   | Paul Mazurkiewicz, Alex Webster                | 3:41    |
| 11. | „Monolith”                 | Paul Mazurkiewicz, Alex Webster                | 4:24    |
|     |                            |                                                | 37:32   |

## Twórcy
Opracowano na podstawie materiału źródłowego.

- George „Corpsegrinder” Fisher – śpiew
- Jack Owen – gitara rytmiczna, gitara prowadząca
- Rob Barrett – gitara rytmiczna, gitara prowadząca
- Alex Webster – gitara basowa
- Paul Mazurkiewicz – perkusja
- Vincent Locke - okładka
- Brian J Ames - oprawa graficzna
- Paul Babikian - inżynieria dźwięku
- Scott Burns – inżynieria dźwięku, produkcja muzyczna, miksowanie
- Brian Slagel - producent wykonawczy
- Mike Fuller - mastering
- Stephanie Cabral - zdjęcia